# 白龍餅
白龍餅（はくりゅうもち）は、江戸時代、将軍家に献上された蒸し餅である。
粳粉660匁をぬるま湯でかために捏ね、白糖400匁を加え、糯粉60匁を練り合わせ、幅9寸、長さ1丈2寸、深さ3寸の木製の枠に濡布を張り付けた蒸籠に入れ、平らに均し、上面に濡布を張り付け、蓋をして、1時間ほど蒸し、布をはがし、表面を木片でかきならし、冷めたのち、枠を取り去り、周りの布をはがし、濡包丁で適宜に切り分ける。